# ジャパンケーブルネット
ジャパンケーブルネット株式会社（JCN）は、かつて日本においてケーブルテレビ局の統括運営（MSO）を主たる業務としていた企業。本社を東京都中央区に置いていた。
株式会社ジュピターテレコム（J:COM、当時）の連結子会社であった。

## 概要
JCNの傘下ケーブルテレビ局は首都圏を中心に20社25局で構成され、JCNグループ局以外のケーブルテレビ局（サービス提供局）にも、デジタル配信事業をはじめとするケーブルテレビ支援事業のサービス提供を行っていた。
MSOとしては、日本国内におけるケーブルテレビ業界1位のジュピターテレコム（以下、J:COM）に次ぐ規模であった。KDDIが2010年（平成22年）2月にJ:COM（実際には出資している持株会社）の株式を、2011年（平成23年）7月にはJCNに次ぐ規模の同業界3位の株式会社コミュニティネットワークセンター（以下、CNCI）の株式も取得したため、動向が注目された。
2012年（平成24年）10月24日、KDDIはJ:COMへの株式公開買付け（TOB）の実施および同社の連結子会社化、2013年（平成25年）9月以降を目標とするJ:COMとJCNの経営統合計画を正式に発表した。その後同年12月2日、KDDIはJ:COMに保有するJCNの全株式を譲渡し、JCNはJ:COMの連結子会社となり、2014年（平成26年）4月1日付けをもってJ:COMと合併した。
その後順次、傘下にあるJCNのケーブルテレビ局の法人名は「ジェイコム○○」、ブランド名も「J:COM○○」に変更した。ただし一部地域ではすでに合併前のJ:COM（ジェイコム）が運営するテレビ局もあり、混同しないようJCN側の法人・ブランド名を変更したものもある（例・ジェイコム南横浜<旧・JCN横浜>。すでに別地区でJ:COM 横浜が運用されているため）。さらに、2015年（平成27年）から2019年（平成31年・令和元年）にかけてJ:COM内でグループ内再編がされたため旧JCN系の局は法人としてはおおむね消滅した（局のブランド名としては残ったものと残らなかったものに分かれた）。

## 沿革
- 2000年（平成12年）10月17日 - 富士通、セコム、東京電力、丸紅などが出資し、ジャパンケーブルネット企画株式会社を設立。
- 2001年（平成13年）
  - 3月8日 - ジャパンケーブルネット企画が、ジャパンケーブルネットホールディングス株式会社を設立。ジャパンケーブルネット企画は消滅。
  - 3月22日 - ジャパンケーブルネットホールディングスが、ジャパンケーブルネット株式会社を設立[1]。
  - 4月26日 - 第一種電気通信事業許可を取得。
  - 7月2日 -「デジタル放送配信サービス（BS）」を開始。
  - 7月31日 - 湘南ケーブルネットワーク株式会社を子会社化[注 1]。
  - 9月30日 - 株式会社大田ケーブルネットワーク、株式会社小田原ケーブルテレビ、株式会社葛飾ケーブルネットワークおよび株式会社シティテレビ中野を連結子会社化[2]。
- 2002年（平成14年）
  - 3月31日 - 株式会社タウンテレビ南横浜、武蔵野三鷹ケーブルテレビ株式会社および株式会社ケーブルネットワーク千葉を連結子会社化[3]。
  - 5月31日 - 株式会社タウンテレビ習志野および株式会社船橋ケーブルネットワークを連結子会社化[3]。
  - 6月26日 - 株式会社シーエーティービー港南を連結子会社化[4]。
  - 6月28日 - 熊本ケーブルネットワーク株式会社を連結子会社化[4]。
  - 10月8日 - 八王子テレメディア株式会社を連結子会社化[5]。
- 2003年（平成15年）
  - 3月1日 -「デジタル放送配信サービス（CS）」を開始。
  - 9月 - グループ各局がIP電話サービス「JCNetフォン」を順次開始[6][注 2]。
  - 11月1日 - グループ局以外への「デジタル放送配信サービス」を提供開始[7]。
  - 12月1日 -「デジタル放送配信サービス（地上）」を開始[8]。グループ局以外への「加入営業支援サービス」を提供開始[9]。
- 2004年（平成16年）
  - 1月1日 - 九州エリアに「専用線インターネット接続サービス」を提供開始[10]。
  - 4月1日 - インターネット接続サービス（Cable@nifty）を東京ベイネットワークに提供開始[11]。
  - 5月17日 - インターネット接続サービス（JCNet.ISP）を鎌倉ケーブルコミュニケーションズに提供開始[12]。
  - 6月1日 -「デジタル放送配信サービス」をマイ・テレビ株式会社および多摩ケーブルネットワーク株式会社に提供開始[13]。
  - 7月1日 -「デジタル放送配信サービス」を日野ケーブルテレビ株式会社に提供開始[13][注 3]。
- 2005年（平成17年）
  - 3月31日 - 株式会社コアラテレビを連結子会社化[14]。
  - 6月22日 - 湘南ケーブルネットワークがJCNグループから離脱[注 4]。
  - 7月4日 - 共通ロゴデザインを制定し、グループ全局に順次展開[15]。統一サービス名称として「JCNテレビ」、「JCNインターネット」および「JCN電話」を制定し、グループ全局に順次展開。
  - 12月20日 - グループ各局が「JCN電話」として、KDDIのプライマリIP電話サービス「ケーブルプラス電話」を順次開始[16]。
- 2006年（平成18年）
  - 1月1日 -
    - 連結子会社の株式会社大田ケーブルネットワークが、呼称を「JCN大田」に変更[17]。
    - 連結子会社の小田原ケーブルテレビ株式会社が、呼称を「JCN小田原」に変更[17]。
    - 連結子会社の株式会社葛飾ケーブルネットワークが、呼称を「JCN葛飾」に変更[17]。
    - 連結子会社の株式会社ケーブルネットワーク千葉が、呼称を「JCN千葉」に変更[17]。
    - 連結子会社の株式会社コアラテレビが、呼称を「JCNコアラ」に変更[17]。
    - 連結子会社のシーエーティービー港南株式会社が、呼称を「JCN港南」に変更[17]。
    - 連結子会社の株式会社シティテレビ中野が、呼称を「JCN中野」に変更[17]。
    - 連結子会社の株式会社タウンテレビ習志野が、呼称を「JCN習志野」に変更[17]。
    - 連結子会社の株式会社タウンテレビ南横浜が、呼称を「JCN南横浜」に変更[17]。
    - 連結子会社の船橋ケーブルネットワーク株式会社が、呼称を「JCN船橋」に変更[17]。
    - 連結子会社の武蔵野三鷹ケーブルテレビ株式会社が、呼称を「JCN武蔵野三鷹」に変更[17]。

  - 1月31日 - マイ・テレビを連結子会社化[18][注 5]。
  - 3月30日 - セコムおよび丸紅が、所有するジャパンケーブルネットホールディングスの株式（2社合計：46.76%）およびジャパンケーブルネットの株式（2社合計：5%）をKDDIに譲渡[19][注 6]。
  - 4月1日 - 連結子会社のマイ・テレビ株式会社が、呼称を「JCNマイテレビ」に変更。
  - 8月1日 - 連結子会社の熊本ケーブルネットワーク株式会社が、呼称を「JCN熊本」に変更。
  - 10月1日 -
    - 連結子会社のシーエーティービー港南（JCN港南）がタウンテレビ南横浜（JCN南横浜）と合併し、商号を株式会社JCN横浜に、呼称を「JCNよこはま」に変更[20]。
    - 連結子会社の船橋ケーブルネットワーク（JCN船橋）がタウンテレビ習志野（JCN習志野）と合併し、商号を株式会社JCN船橋習志野に、呼称を「JCN船橋習志野」に変更[20]。
- 2007年（平成19年）
  - 2月26日 - デジタル放送配信サービス（CS）の上位配信元を日本デジタル配信（JDS）に変更[21][注 7][注 8]。鎌倉ケーブルコミュニケーションズを連結子会社化[22][注 9]。
  - 3月1日 -
    - 連結子会社の鎌倉ケーブルコミュニケーションズが、呼称を「JCN鎌倉」に変更。
    - 連結子会社のコアラテレビ（JCNコアラ）が、葛飾ケーブルネットワーク（JCN葛飾）と合併し、商号を株式会社JCNコアラ葛飾に、呼称を「JCNコアラ・JCN葛飾」に変更[23]。

  - 3月28日 - 株式会社ケーブルテレビジョン東京を関係会社化[24][注 10]。
  - 4月1日 - グループ各局が、JCN会員誌『JCN plus』を創刊[25][注 11]。
  - 6月25日 - いちかわケーブルネットワーク株式会社を連結子会社化[26]。
  - 6月27日 - 富士通が、所有するジャパンケーブルネットホールディングスの株式（28%）およびジャパンケーブルネットの株式（8.99%）をKDDIに譲渡[27][注 12]。株式会社ケーブルテレビジョン東京を関連会社化。
  - 7月1日 - グループ各局が、HDD内蔵録画機能付きSTB『録りま専科』を提供開始[28][注 13]。
  - 7月10日 - グループ各局が、KDDIのVODサービスである「MOVIE SPLASH VOD」を使用した『JCN VODサービス』を順次開始[29]。
  - 8月1日 - グループ各局が、コミュニティチャンネルのデジタル化に際し、名称を「JCNプラスチャンネル」に変更し順次開始[30]。
  - 9月1日 - 連結子会社のいちかわケーブルネットワーク株式会社が、呼称を「JCN市川」に変更。
  - 11月1日 - ケーブルネット埼玉株式会社および日野ケーブルテレビ株式会社[注 14]を連結子会社化[31]。
  - 12月1日 - 連結子会社のケーブルネット埼玉が、呼称を「JCN埼玉」に変更。連結子会社の日野ケーブルテレビが、呼称を「JCN日野」に変更。
- 2008年（平成20年）
  - 1月30日 -「JCN電話」のIP電話サービス「JCNetフォン（JCNet.PHONE）」を終了[32]。
  - 3月31日 - 株式会社北ケーブルネットワークを関連会社化[33]。
  - 4月1日 - デジタル放送配信サービス（CS）がハイビジョン放送に対応。
  - 7月1日 - 連結子会社のJCNコアラ葛飾が、呼称を「JCNコアラ葛飾」に変更。
  - 10月1日 -「JCN VODサービス」のFODサービス『JCNプラスビデオ』を開始[34]。
- 2009年（平成21年）
  - 2月10日 - グループ各局が、au携帯電話の端末販売を順次開始[35]。
  - 2月15日 - グループ各局が、気象庁の高度利用者向けサービスを用いた『JCN緊急地震速報』を順次開始[36]。
  - 3月20日 - グループ各局が、下り最大160Mbpsの超高速インターネット接続サービス『スピードスター160』を順次開始[37]。
  - 4月1日 -
    - グループ各局が、DVDドライブ搭載HDD内蔵録画機能付きSTB『録りま専科DVD』を提供開始[38][注 15]。
    - 株式会社JCN関東を完全子会社化し、呼称を「JCN関東」に制定[39][40][41][42]。
    - 川越ケーブルビジョン株式会社を連結子会社化[39][注 16]。

  - 6月1日 - グループ各局で、双方向設置済みの「HDD内蔵STB」利用者向けにリモート録画予約サービス『ケータイ録画予約』を提供開始[43]。
  - 7月1日 - 連結子会社の川越ケーブルビジョン株式会社が、呼称を「JCN川越」に変更。
  - 9月1日 - JCN VODサービスで「NHKオンデマンド（NOD）」を提供開始[44][45]。
  - 10月1日 - 連結子会社のケーブルネット埼玉が、商号を株式会社JCN埼玉に変更。
- 2010年（平成22年）
  - 2月26日 - 株式会社ケーブルテレビ足立を連結子会社化[46]。
  - 3月1日 - 連結子会社のケーブルテレビ足立が、呼称を「JCN足立」に変更。
  - 4月1日 - グループ各局が、「デジタル録画コピー制御」を地デジコミュニティチャンネルで運用開始[注 17]。
  - 6月16日 - 株式会社ケーブルテレビジョン東京を連結子会社化[47][注 18]。
  - 7月1日 - 連結子会社のケーブルテレビジョン東京が、呼称を「JCNみなと新宿」に変更。
  - 12月27日 - グループ各局の『JCNインターネット』利用者に限定し、UQ WiMAX端末を販売開始。
- 2011年（平成23年）
  - 3月1日 - グループ各局が、地上放送の暫定的「デジアナ変換」を順次開始[48][49][50][51][注 19]。
  - 3月31日 - デジタル放送配信サービス（JC-HITS）の配信を終了。
  - 4月1日 -
    - 連結子会社のJCN関東（JCN関東）が川越ケーブルビジョン（JCN川越）を吸収合併[52]。
    - グループ各局が、BD・DVDドライブ搭載HDD内蔵録画機能付きSTB『録りま専科ブルーレイ』を提供開始[53][注 20]。
    - グループ各局が、HDD内蔵録画機能付きSTBセットの新コース『HDDコース』を提供開始[54][注 21]。双方向設置済みの特定STB利用者向けに、『STBポータルサービス』および『JCNおすすめナビ』を提供開始[54]。
    - グループ各局が、地デジコミュニティチャンネルをハイビジョン化。

  - 6月1日 - リモート録画予約サービス「ケータイ録画予約」を拡充し、「ケータイde録画予約」を提供開始[55]。
  - 7月24日 - グループ各局が、地上アナログ放送の放送対象地域外テレビ局を再送信終了[50]。
  - 11月1日 - 連結子会社のケーブルテレビジョン東京（JCNみなと新宿）がKMN株式会社を吸収合併[56]。
- 2012年（平成24年）
  - 1月1日 - 連結子会社の八王子テレメディア株式会社が、呼称を「JCNテレメディア」に変更[57]。
  - 3月12日 - グループ各局の『JCNインターネット』利用者向けに、『JCN WiMAX』を提供開始[58][59]。
  - 3月 - 東京電力が、所有するジャパンケーブルネットホールディングスの株式（23%）およびジャパンケーブルネットの株式（0.1%）をKDDIに譲渡[60][61][注 22]。
  - 4月1日 - 双方向設置済みの特定STB利用者向け『STBポータルサービス』に、『Shufoo!』を提供開始[62]。
  - 4月23日 - 熊谷ケーブルテレビ株式会社を連結子会社化[63]。
  - 5月1日 - 連結子会社の熊谷ケーブルテレビが、呼称を「JCN熊谷」に変更。
  - 6月25日 - グループ各局の『JCNインターネット』利用者向けに、『Wi-Fi内蔵モデム』を提供開始[64]。
  - 7月20日 - グループ各局の『JCNインターネット』利用者向けに、公衆無線LANサービス『ケーブルTV Wi-Fi』を提供開始[65]。
  - 9月28日 - 北ケーブルネットワーク株式会社を連結子会社化[66][注 23]。
  - 10月1日 -
    - 連結子会社の北ケーブルネットワークが、呼称を「JCN北」に変更。
    - 連結子会社のケーブルテレビ足立が、商号を株式会社JCN足立に変更[67]。
    - 連結子会社のいちかわケーブルネットワークが、商号を株式会社JCN市川に変更[67]。
    - 連結子会社の大田ケーブルネットワークが、商号を株式会社JCN大田ケーブルネットワークに変更[67]。
    - 連結子会社の小田原ケーブルテレビが、商号を株式会社JCN小田原に変更[67]。
    - 連結子会社の鎌倉ケーブルコミュニケーションズが、商号を株式会社JCN鎌倉に変更[67]。
    - 連結子会社の熊谷ケーブルテレビが、商号を株式会社JCN熊谷に変更[67]。
    - 連結子会社の熊本ケーブルネットワークが、商号を株式会社JCNくまもとに、呼称を「JCNくまもと」に変更[67]。
    - 連結子会社のケーブルネットワーク千葉が、商号を株式会社JCN千葉に変更[67]。
    - 連結子会社の八王子テレメディアが、商号を株式会社JCNテレメディア八王子に変更[67]。
    - 連結子会社のシティテレビ中野が、商号を株式会社JCNシティテレビ中野に変更[67]。
    - 連結子会社の日野ケーブルテレビが、商号をJCN日野ケーブルテレビ株式会社に変更[67]。
    - 連結子会社のマイ・テレビが、商号を株式会社JCNマイテレビに変更[67]。
    - 連結子会社のケーブルテレビジョン東京が、商号を株式会社JCNみなと新宿に変更[67]。
    - 連結子会社の武蔵野三鷹ケーブルテレビが、商号を株式会社JCN武蔵野三鷹に変更[67]。
    - 新しいコミュニティチャンネル『にっぽんケーブルチャンネル』を放送開始[68]。
    - グループ各局が、コミュニティチャンネル『JCNプラスチャンネル』の名称を、呼称に準じた名称に変更し、総称を『JCNチャンネル』に変更[68]。
- 2013年（平成25年）
  - 7月1日 - 連結子会社の北ケーブルネットワークが、商号を株式会社JCN北ケーブルに変更。
  - 10月31日 - JCN VODサービスの新規登録終了。
  - 11月1日 -
    - ジャパンケーブルネットホールディングスがジャパンケーブルネットを吸収合併し、ジャパンケーブルネット株式会社に商号変更。
    - 連結子会社の株式会社JCNみなと新宿が、財団法人東京ケーブルビジョンを統合し「ケーブルビジョン新宿」の事業を譲受。

  - 12月2日 - 親会社のKDDIが、株式会社ジュピターテレコムに保有する株式を譲渡。J:COMグループに参画[69][70][71][72][73]。
- 2014年（平成26年）
  - 3月31日 -『JCN VODサービス』を終了。
  - 4月1日 - 株式会社ジュピターテレコムと合併し、会社解散[74][75][76][77]。

## 事業所
本支社・事務所
- 本社（北緯35度40分55.6秒 東経139度46分42秒 / 北緯35.682111度 東経139.77833度座標: 北緯35度40分55.6秒 東経139度46分42秒 / 北緯35.682111度 東経139.77833度）
  - 東京都中央区日本橋兜町5番1号　兜町第1平和ビル1階

制作・営業室
- 神奈川エリア制作・営業室（北緯35度23分53.9秒 東経139度31分50.2秒 / 北緯35.398306度 東経139.530611度）
  - 神奈川県横浜市戸塚区戸塚町4130番地（JCN横浜 戸塚センター内）
- 東京西エリア制作・営業室（北緯35度42分29.2秒 東経139度22分26.3秒 / 北緯35.708111度 東経139.373972度）
  - 東京都昭島市朝日町1丁目9号7番　K・Kビル1階（JCNマイテレビ 昭島センター内）
- 千葉エリア制作・営業室（北緯35度40分48.8秒 東経140度1分37.8秒 / 北緯35.680222度 東経140.027167度）
  - 千葉県習志野市鷺沼1丁目2番1号　習志野情報センタービル4階（JCN船橋習志野 習志野センター内）
- 埼玉エリア制作・営業室（北緯35度52分19.8秒 東経139度38分32秒 / 北緯35.872167度 東経139.64222度）
  - 埼玉県さいたま市浦和区常盤9丁目34番8号（JCN関東 本社内）

## JCNパートナー局

### 連結子会社
- グループ参画順に記す。
  1. JCN
    1. 会社名
    2. 本社所在地
    3. エリア対象自治体
    4. グループ参画年月日
    5. （以降） 備考（必要時のみ）
- 上記は、下記の見方。

- 2014年（平成26年）3月31日時点。
  1. JCN大田
    1. 株式会社JCN大田ケーブルネットワーク
    2. 〒144-0051 東京都大田区西蒲田7丁目20番5号 第七醍醐ビル 5階
    3. 東京都大田区
    4. 2001年（平成13年）9月30日（株式会社大田ケーブルネットワーク）
    5. 2012年（平成24年）10月1日（商号変更）

  2. JCN小田原
    1. 株式会社JCN小田原
    2. 〒250-0034 神奈川県小田原市板橋888番地
    3. 神奈川県小田原市、南足柄市、足柄上郡（開成町）
    4. 2001年（平成13年）9月30日（小田原ケーブルテレビ株式会社）
    5. 2012年（平成24年）10月1日（商号変更）

  3. JCN中野
    1. 株式会社株式会社JCNシティテレビ中野
    2. 〒164-0001 東京都中野区中野2丁目14番21号
    3. 東京都中野区
    4. 2001年（平成13年）9月30日（株式会社シティテレビ中野）
    5. 2012年（平成24年）10月1日（商号変更）

  4. JCN武蔵野三鷹
    1. 株式会社JCN武蔵野三鷹
    2. 〒181-0013 東京都三鷹市下連雀8丁目10番16号 セコムSCセンター
    3. 東京都三鷹市、武蔵野市
    4. 2002年（平成14年）3月31日（武蔵野三鷹ケーブルテレビ株式会社）
    5. 2012年（平成24年）10月1日（商号変更）

  5. JCN千葉
    1. 株式会社JCN千葉
    2. 〒260-0025 千葉県千葉市中央区問屋町1番35号 千葉ポートサイドタワー 8階
    3. 千葉県千葉市
    4. 2002年（平成14年）3月31日（株式会社ケーブルネットワーク千葉）
    5. 2012年（平成24年）10月1日（商号変更）

  6. JCN船橋習志野
    1. 株式会社JCN船橋習志野
    2. 〒273-8505 千葉県船橋市東町896番地
    3. 千葉県船橋市、習志野市
    4. 2002年（平成14年）5月31日（株式会社船橋ケーブルネットワーク、株式会社タウンテレビ習志野）
    5. 2006年（平成18年）10月1日（合併：株式会社タウンテレビ習志野）

  7. JCNよこはま
    1. 株式会社JCN横浜
    2. 〒233-0002 神奈川県横浜市港南区上大岡西1丁目6番1号 ゆめおおおかオフィスタワー 19階
    3. 神奈川県横浜市（港南区、金沢区、戸塚区、栄区）
    4. 2002年（平成14年）6月28日（シーエーティービー港南株式会社）、2002年（平成14年）3月31日（株式会社タウンテレビ南横浜）
    5. 2006年（平成18年）10月1日（合併：株式会社タウンテレビ南横浜）

  8. JCNくまもと
    1. 株式会社JCNくまもと
    2. 〒862-0976 熊本県熊本市中央区九品寺5丁目8番2号
    3. 熊本県熊本市、合志市、菊池郡（菊陽町）、上益城郡（益城町）
    4. 2002年（平成14年）6月26日（熊本ケーブルネットワーク株式会社）
    5. 2012年（平成24年）10月1日（商号および呼称変更）
    6. 首都圏のグループ局とはネットワーク接続されていない。

  9. JCNテレメディア
    1. 株式会社JCNテレメディア八王子
    2. 〒192-0083 東京都八王子市旭町11番8号 アクセスビル 5階
    3. 東京都八王子市、あきる野市、西多摩郡（日の出町）
    4. 2002年（平成14年）10月8日
    5. 2012年（平成24年）1月1日（呼称変更）

  10. JCNコアラ葛飾
    1. 株式会社JCNコアラ葛飾
    2. 〒270-0034 千葉県松戸市新松戸3丁目55番地
    3. 千葉県松戸市、流山市、野田市、東京都葛飾区
    4. 2005年（平成17年）3月31日（株式会社コアラテレビ）、2001年（平成13年）9月30日（株式会社葛飾ケーブルネットワーク）
    5. 2007年（平成19年）3月1日（合併：株式会社葛飾ケーブルネットワーク）

  11. JCNマイテレビ
    1. 株式会社JCNマイテレビ
    2. 〒190-0003 東京都立川市栄町6丁目1番1号 立飛ビル6号館別館
    3. 東京都立川市、昭島市、国立市、東大和市、武蔵村山市
    4. 2006年（平成18年）1月31日（マイ・テレビ株式会社）
    5. 2012年（平成24年）10月1日（商号変更）

  12. JCN鎌倉
    1. 株式会社JCN鎌倉
    2. 〒247-8686 神奈川県鎌倉市大船6丁目3番53号
    3. 神奈川県鎌倉市、逗子市
    4. 2007年（平成19年）2月26日（株式会社鎌倉ケーブルコミュニケーションズ）
    5. 2012年（平成24年）10月1日（商号変更）

  13. JCN市川
    1. 株式会社JCN市川
    2. 〒272-0026 千葉県市川市南八幡4丁目17番8号 コスモス本八幡ビル 3階
    3. 千葉県市川市
    4. 2007年（平成19年）6月25日（いちかわケーブルネットワーク株式会社）
    5. 2012年（平成24年）10月1日（商号変更）

  14. JCN埼玉
    1. 株式会社JCN埼玉
    2. 〒332-0034 埼玉県川口市並木1丁目17番12号
    3. 埼玉県川口市、戸田市
    4. 2007年（平成19年）11月1日（ケーブルネット埼玉株式会社）
    5. 2009年（平成21年）10月1日（商号変更）

  15. JCN日野
    1. JCN日野ケーブルテレビ株式会社
    2. 〒191-0011 東京都日野市日野本町4丁目2番2号
    3. 東京都日野市、多摩市、八王子市
    4. 2007年（平成19年）11月1日（日野ケーブルテレビ株式会社）
    5. 2012年（平成24年）10月1日（商号変更）

  16. JCN関東
    1. 株式会社JCN関東
    2. 〒330-0061 埼玉県さいたま市浦和区常盤9丁目34番8号
    3. 埼玉県桶川市、春日部市、加須市、川口市、川越市、北本市、久喜市、鴻巣市、越谷市、さいたま市（岩槻区、緑区、南区）、坂戸市、幸手市、白岡市、草加市、鶴ヶ島市、蓮田市、日高市、富士見市、ふじみ野市、三郷市、八潮市、吉川市、入間郡（三芳町）、北葛飾郡（杉戸町、松伏町）、比企郡（川島町、鳩山町）、南埼玉郡（宮代町）
    4. 2009年（平成21年）4月1日（株式会社テプコケーブルテレビから新設分割、川越ケーブルビジョン株式会社）
    5. 2011年（平成23年）4月1日（合併：川越ケーブルビジョン株式会社）

  17. JCN足立
    1. 株式会社JCN足立
    2. 〒120-8576 東京都足立区綾瀬2丁目28番6号 第三山崎ビル 4階
    3. 東京都足立区
    4. 2010年（平成22年）2月26日（株式会社ケーブルテレビ足立）
    5. 2012年（平成24年）10月1日（商号変更）

  18. JCNみなと新宿
    1. 株式会社JCNみなと新宿
    2. 〒106-0041 東京都港区麻布台1丁目7番4号
    3. 東京都港区、新宿区
    4. 2010年（平成22年）6月16日（株式会社ケーブルテレビジョン東京）
    5. 2011年（平成23年）11月1日（合併：KMN株式会社）
    6. 2012年（平成24年）10月1日（商号変更）
    7. 2013年（平成25年）11月1日（統合：財団法人東京ケーブルビジョン「ケーブルビジョン新宿」）

  19. JCN熊谷
    1. 株式会社JCN熊谷
    2. 〒360-0811 埼玉県熊谷市原島380番地
    3. 埼玉県熊谷市、深谷市
    4. 2012年（平成24年）4月23日（熊谷ケーブルテレビ株式会社）
    5. 2012年（平成24年）10月1日（商号変更）

  20. JCN北
    1. 株式会社JCN北ケーブル
    2. 〒114-0002 東京都北区王子1丁目13番14号 朝日生命王子ビル 5階
    3. 東京都北区
    4. 2012年（平成24年）9月28日（北ケーブルネットワーク株式会社）
    5. 2013年（平成25年）7月1日（商号変更）

### サービス提供局
| 社局名                               | 愛称・略称                                | 主要エリア     | JCN提供サービス                        | CSデジタル放送上位業者 |
| ------------------------------------ | ----------------------------------------- | -------------- | -------------------------------------- | ---------------------- |
| テレビ小山放送                       | TVO                                       | 栃木県小山市   | Cable@nifty                            | JDS                    |
| 東京ケーブルネットワーク             | TCN                                       | 東京都文京区   | JCNet.ISP                              | JC-HITS                |
| 東京ベイネットワーク                 | Baynet                                    | 東京都江東区   | Cable@nifty                            | JDS                    |
| 多摩ケーブルネットワーク             | TCN                                       | 東京都青梅市   | デジタル放送                           | JCN                    |
| 湘南ケーブルネットワーク             | SCN                                       | 神奈川県平塚市 | 上位インターネット接続（バックボーン） | JDS                    |
| 浜松ケーブルテレビ                   | ケーブル・ウィンディ                      | 静岡県浜松市   | Cable@nifty                            | JDS                    |
| スターキャット・ケーブルネットワーク | STARCAT                                   | 愛知県名古屋市 | JCNet.ISP                              | CNCI                   |
| 西尾張シーエーティーヴィ             | クローバーTV                              | 愛知県津島市   | JCNet.ISP                              | CNCI                   |
| 山県市有線テレビ局                   | ケーブルコミュニケーションやまがた（CCY） | 岐阜県山県市   | Cable@nifty                            | CNCI（CCN提供）        |
| BAN-BANネットワークス                | BAN-BANテレビ                             | 兵庫県加古川市 | Cable@nifty                            | JDS                    |
| 九州テレ・コミュニケーションズ       | ケーブルステーション福岡                  | 福岡県春日市   | 上位インターネット接続（バックボーン） | JC-HITS                |

## かつてサービスの提供を受けていた局
- 宮城ネットワーク（宮城県仙台市青葉区） - 加入営業支援
- 仙台CATV（宮城県仙台市青葉区） - 上位インターネット接続（バックボーン）
- リバーシティ・ケーブルテレビ（茨城県古河市） - Cable@nifty
- ケーブルネット新潟（新潟県新潟市） - 加入営業支援
- 丹南ケーブルテレビ（福井県越前市） - 上位インターネット接続（バックボーン）
- 京都ケーブルコミュニケーションズ（京都府京都市下京区） - ケーブルテレビ広告
- 明石ケーブルテレビ（兵庫県明石市） - Cable@nifty
- CTBメディア（大分県別府市） - 加入営業支援
- J:COM すずらんケーブル（ケーブルネット神戸芦屋）（兵庫県神戸市北区） - Cable@nifty
- ひろしまケーブルテレビ（広島県広島市東区） - 上位インターネット接続（バックボーン）

## 基本サービス
- 2014年（平成26年）3月31日時点。
- JCNテレビ、JCNインターネット、JCN電話をセット利用の場合、割引サービスでダブル割またはトリプル割が自動適用される。

サービス統一名称
1. JCNテレビ（テレビ放送サービス）
  1. 双方向機能サービス（STBインターネット接続サービス）
  2. JCN VODサービス[注 24]（VODサービス）（2013年10月31日新規登録終了、2014年3月31日提供終了）
  3. ケータイde録画予約（リモート番組録画予約）
  4. JCNおすすめナビ（テレビ向けポータルサービス）
2. JCNインターネット（インターネット接続サービス）
  1. JCN WiMAX[注 25]（WiMAXサービス）
3. JCN電話[注 26]（プライマリ電話サービス）

付加サービス
- JCNケーブルテレビマガジン（JCNテレビ番組ガイド）
- JCN plus（会員誌）
- JCNチャンネル（コミュニティチャンネル）
- にっぽんケーブルチャンネル（コミュニティチャンネル）
- JCN緊急地震速報（高度利用者向け地震速報）
- JCNメールマガジン

### JCNテレビ
- 2014年（平成26年）3月31日時点。
- 「JCNくまもと」は異なる（対象外）。
- 「JCN北」は異なる（対象外）。

| /                | コース名                 | 月額基本料金 | 視聴可能チャンネル数     | 備考                                                                                                  |
| ---------------- | ------------------------ | ------------ | ------------------------ | --- |
| 標 準 コ \| ス   | デジマックス             | 4,800円      | 70チャンネル以上         | 標準STB利用料1台分含む。                                                                              |
| 標 準 コ \| ス   | デジエース               | 4,500円      | 57チャンネル以上         | 標準STB利用料1台分含む。                                                                              |
| 標 準 コ \| ス   | デジミニ                 | 2,700円      | 18チャンネル以上         | 標準STB利用料1台分含み、2台目以降も同じ金額。 JCNコアラ葛飾、JCN武蔵野三鷹およびJCNよこはまのみ販売。 |
| 標 準 コ \| ス 2 | デジマックスHDD          | 5,300円      | 70チャンネル以上         | 録画機能付STB利用料1台分含む。 2台目以降、標準STB利用料1台分2,800円                                   |
| 標 準 コ \| ス 2 | デジエースHDD            | 5,000円      | 57チャンネル以上         | 録画機能付STB利用料1台分含む。 2台目以降、標準STB利用料1台分2,800円                                   |
| 追 加            | 標準コース 2台目以降STB  | 2,800円      | 1台目契約内容            | 標準STB利用料。 『デジマックス』『デジエース』いずれか加入必須。                                      |
| 追 加            | 標準コース2 2台目以降STB | 2,800円      | 1台目契約内容            | 標準STB利用料。 『デジマックスHDD』『デジエースHDD』いずれか加入必須。                                |
| 追 加            | 簡易STB                  | 1,000円      | 地上・BSデジタル放送のみ | |
| 特 約            | 共聴施設向け地上デジタル | 800円        | 地上波のみ               | エリア内の一部地域限定。                                                                              |
| 特 約            | 地上デジタル再送信       | 800円        | 地上波のみ               | エリア内の一部地域限定。                                                                              |

| サービス名           | 月額利用料金 | 使用機種   | HDD容量 | 備考                                       |
| -------------------- | ------------ | ---------- | ------- | ------------------------------------------ |
| 録りま専科           | 1,000円      | TZ-DCH2800 | 250GB   | 1台毎。 異なる機種が提供される可能性あり。 |
| 録りま専科DVD        | 1,500円      | TZ-DCH9800 | 500GB   | 1台毎。 異なる機種が提供される可能性あり。 |
| 録りま専科ブルーレイ | 2,000円      | TZ-BDT910F | 500GB   | 1台毎。 異なる機種が提供される可能性あり。 |

- 2コース制（『デジミニ』の販売は「JCNコアラ葛飾」、「JCN武蔵野三鷹」および「JCNよこはま」のみ）。その他オプションあり。
- 『デジミニ』は地上およびBSデジタル放送のみ視聴可能。オプションチャンネル利用可能。
- 特約は、別に指定されている電波障害などによって発生する難視聴エリアでの「地上デジタル放送および、地上デジタル放送デジアナ変換」再配信コース。

#### 配信可能チャンネル
- 2014年（平成26年）3月31日時点。なお2014年6月1日付けでJ:COMに統合されたため、同年5月30日の0:00（5月29日24:00）から同11:00までCS放送のチャンネルをJ:COMと同じものに変更するための工事が実施され、この間のCS放送の配信が休止された[78]
- 「JCNくまもと」は異なる（対象外）。
- 「JCN北」は異なる（対象外）。
- 地上デジタル放送は、JCN基幹設備と呼ばれる「JCN中央センター」（センターヘッドエンド）に設置されている「東京スカイツリーおよび東京タワー向け受信設備」で受信し、ケーブルテレビ各局に伝送し、パススルーおよびトランスモジュレーション両方式対応で配信をしていた。東京スカイツリーおよび東京タワーからの送信ではない放送局の再送信を行っているケーブルテレビ局が一部で存在するが、それは当該ケーブルテレビ局独自受信設備で受信して再送信を行っていた（トランスモジュレーション方式でのみ再送信が行われている場合がある）。
- BSデジタル放送は、同じく「JCN中央センター」で受信してケーブルテレビ各局に伝送していた（そのため、JCN中央センター周辺が大雨雪時には降雨減衰が生じる）。
- CSデジタル放送は、同じく「JCN中央センター」で日本デジタル配信(JDS)から映像および音声等の配信信号を受信し、ヘッドエンドを独自に構築したあとにケーブルテレビ各局に伝送していた（直接衛星電波受信を行わないため、大雨雪時の降雨減衰が生じない）。
- 「JCN中央センター」からケーブルテレビ各局への伝送は、KDDI（東京電力の元子会社、旧：パワードコム）所有の光回線（光ファイバー）を使用してIP伝送していた。
- ジャンルやコースの設定はJCNグループ局にのみ適用され、JCNグループ局以外にはチャンネル情報のみが適用された（下記の表はJCNが実際に配信可能なチャンネルを記しているため、各ジャンル毎にチャンネル番号順で記す）。
- 地上およびBSデジタル以外のデジタルチャンネル表記は、特に表記ない場合「C ###」または「CATV ###」。
- オプションチャンネルなどの備考欄に記載の金額は、基本的に1台あたりの月額視聴料金。

デジタルチャンネル番号欄
- 『☆』は各局が独自に追加するため、チャンネル番号は局により異なる。
- 『?』は配信可能だが、現在チャンネル番号が未定もしくは不明であることを表す。

コース欄
- 『デジスタ』は2013年12月27日をもって販売終了済み。
- 『●』『○』は該当コースで視聴可能チャンネル。
- 『（●）』『（○）』は一部のJCNグループ局で視聴可能チャンネル。
- 『▲』『△』はオプションチャンネル。

| ジャンル                               | ジャンル                               | デジタル チャンネル 番号 | チャンネル名                               | コース       | コース     | コース   | コース   | 画質 | 備考                                                                     |
| ジャンル                               | ジャンル                               | デジタル チャンネル 番号 | チャンネル名                               | デジマックス | デジエース | デジスタ | デジミニ | 画質 | 備考                                                                     |
| -------------------------------------- | -------------------------------------- | ------------------------ | ------------------------------------------ | ------------ | ---------- | -------- | -------- | ---- | ------------------------------------------------------------------------ |
| 地 上 デ ジ タ ル                      | 地 上 デ ジ タ ル                      | 011 012                  | NHK総合・東京                              | ●            | ●          | ○        | ○        | HD   |                                                                          |
| 地 上 デ ジ タ ル                      | 地 上 デ ジ タ ル                      | 021 022 023              | NHKEテレ東京                               | ●            | ●          | ○        | ○        | HD   |                                                                          |
| 地 上 デ ジ タ ル                      | 地 上 デ ジ タ ル                      | 031 032 033              | 独立局                                     | （●）        | （●）      | （○）    | （○）    | HD   | ケーブルテレビ局独自設備による再送信。                                   |
| 地 上 デ ジ タ ル                      | 地 上 デ ジ タ ル                      | 041 042                  | 日本テレビ                                 | ●            | ●          | ○        | ○        | HD   |                                                                          |
| 地 上 デ ジ タ ル                      | 地 上 デ ジ タ ル                      | 051 052 053              | テレビ朝日                                 | ●            | ●          | ○        | ○        | HD   |                                                                          |
| 地 上 デ ジ タ ル                      | 地 上 デ ジ タ ル                      | 061 062                  | TBS                                        | ●            | ●          | ○        | ○        | HD   |                                                                          |
| 地 上 デ ジ タ ル                      | 地 上 デ ジ タ ル                      | 071 072 073              | テレビ東京                                 | ●            | ●          | ○        | ○        | HD   |                                                                          |
| 地 上 デ ジ タ ル                      | 地 上 デ ジ タ ル                      | 081 082 083              | フジテレビジョン                           | ●            | ●          | ○        | ○        | HD   |                                                                          |
| 地 上 デ ジ タ ル                      | 地 上 デ ジ タ ル                      | 091 092                  | TOKYO MX                                   | （●）        | （●）      | （○）    | （○）    | HD   | 視聴の可否は局により異なる。                                             |
| 地 上 デ ジ タ ル                      | 地 上 デ ジ タ ル                      | 101 102                  | にっぽんケーブルチャンネル                 | ●            | ●          | ○        | ○        | HD   | JCNのコミュニティチャンネル。                                            |
| 地 上 デ ジ タ ル                      | 地 上 デ ジ タ ル                      | 111 112                  | JCNチャンネル                              | ●            | ●          | ○        | ○        | HD   | JCNグループ局のコミュニティチャンネル。 チャンネル名称は局により異なる。 |
| 地 上 デ ジ タ ル                      | 地 上 デ ジ タ ル                      | 121 122 123              | 放送大学                                   | （●）        | （●）      | （○）    | （○）    | HD   | 視聴の可否は局により異なる。                                             |
| B S デ ジ タ ル                        | B S デ ジ タ ル                        | 101                      | NHK BS1                                    | ●            | ●          | ○        | ○        | HD   |                                                                          |
| B S デ ジ タ ル                        | B S デ ジ タ ル                        | 103                      | NHK BSプレミアム                           | ●            | ●          | ○        | ○        | HD   |                                                                          |
| B S デ ジ タ ル                        | B S デ ジ タ ル                        | 141 142 143              | BS日テレ                                   | ●            | ●          | ○        | ○        | HD   |                                                                          |
| B S デ ジ タ ル                        | B S デ ジ タ ル                        | 151 152 153              | BS朝日                                     | ●            | ●          | ○        | ○        | HD   |                                                                          |
| B S デ ジ タ ル                        | B S デ ジ タ ル                        | 161 162 163              | BS-TBS                                     | ●            | ●          | ○        | ○        | HD   |                                                                          |
| B S デ ジ タ ル                        | B S デ ジ タ ル                        | 171 172 173              | BSジャパン                                 | ●            | ●          | ○        | ○        | HD   |                                                                          |
| B S デ ジ タ ル                        | B S デ ジ タ ル                        | 181 182 183              | BSフジ                                     | ●            | ●          | ○        | ○        | HD   |                                                                          |
| B S デ ジ タ ル                        | B S デ ジ タ ル                        | 191                      | WOWOWプライム                              | ▲            | ▲          | △        | △        | HD   |                                                                          |
| B S デ ジ タ ル                        | B S デ ジ タ ル                        | 192                      | WOWOWライブ                                | ▲            | ▲          | △        | △        | HD   |                                                                          |
| B S デ ジ タ ル                        | B S デ ジ タ ル                        | 193                      | WOWOWシネマ                                | ▲            | ▲          | △        | △        | HD   |                                                                          |
| B S デ ジ タ ル                        | B S デ ジ タ ル                        | 200                      | スターチャンネル1                          | ▲            | ▲          | △        | △        | HD   |                                                                          |
| B S デ ジ タ ル                        | B S デ ジ タ ル                        | 201                      | スターチャンネル2                          | ▲            | ▲          | △        | △        | HD   |                                                                          |
| B S デ ジ タ ル                        | B S デ ジ タ ル                        | 202                      | スターチャンネル3                          | ▲            | ▲          | △        | △        | HD   |                                                                          |
| B S デ ジ タ ル                        | B S デ ジ タ ル                        | 211                      | BS11                                       | ●            | ●          | ○        | ○        | HD   |                                                                          |
| B S デ ジ タ ル                        | B S デ ジ タ ル                        | 222                      | TwellV                                     | ●            | ●          | ○        | ○        | HD   |                                                                          |
| B S デ ジ タ ル                        | B S デ ジ タ ル                        | 238                      | FOXスポーツ&エンターテイメント             |              |            |          |          | HD   |                                                                          |
| B S デ ジ タ ル                        | B S デ ジ タ ル                        | 258                      | Dlife                                      | ●            | ●          | ○        | ○        | HD   |                                                                          |
| 自 主 放 送 用                         | 自 主 放 送 用                         | 001〜099                 | 独自追加チャンネル                         | （●）        | （●）      | （○）    | （○）    | SD   | 放送の有無およびチャンネル番号は局により異なる。                         |
| ニ ュ \| ス                            | ニ ュ \| ス                            | 101                      | 日経CNBC                                   | ●            | ●          | ○        |          | SD   |                                                                          |
| ニ ュ \| ス                            | ニ ュ \| ス                            | 103                      | CNNj                                       | ●            | ●          | ○        |          | SD   |                                                                          |
| ニ ュ \| ス                            | ニ ュ \| ス                            | 105                      | BBCワールドニュース                        | ●            |            |          |          | SD   |                                                                          |
| ニ ュ \| ス                            | ニ ュ \| ス                            | 106                      | TBSニュースバード                          |              |            | ○        |          | SD   |                                                                          |
| ニ ュ \| ス                            | ニ ュ \| ス                            | 107                      | テレ朝チャンネル2 ニュース・情報・スポーツ | ●            |            |          |          | SD   |                                                                          |
| ニ ュ \| ス                            | ニ ュ \| ス                            | 156                      | TBSニュースバードHD                        | ●            | ●          |          |          | HD   |                                                                          |
| ス ポ \| ツ                            | ス ポ \| ツ                            | 102                      | 日テレジータス                             |              |            | ○        |          | SD   |                                                                          |
| ス ポ \| ツ                            | ス ポ \| ツ                            | 201                      | J SPORTS 1                                 |              |            | ○        |          | SD   |                                                                          |
| ス ポ \| ツ                            | ス ポ \| ツ                            | 202                      | J SPORTS 2                                 |              |            | ○        |          | SD   |                                                                          |
| ス ポ \| ツ                            | ス ポ \| ツ                            | 204                      | ゴルフネットワーク                         |              |            | ○        |          | SD   |                                                                          |
| ス ポ \| ツ                            | ス ポ \| ツ                            | 205                      | GAORA                                      |              |            | ○        |          | SD   |                                                                          |
| ス ポ \| ツ                            | ス ポ \| ツ                            | 206                      | スカイ・A sports+                          |              |            |          |          | SD   |                                                                          |
| ス ポ \| ツ                            | ス ポ \| ツ                            | 207                      | J SPORTS 3                                 |              |            | ○        |          | SD   |                                                                          |
| ス ポ \| ツ                            | ス ポ \| ツ                            | 152                      | 日テレG+ HD                                | ●            | ●          |          |          | HD   |                                                                          |
| ス ポ \| ツ                            | ス ポ \| ツ                            | 251                      | J SPORTS 1                                 | ●            | ●          |          |          | HD   |                                                                          |
| ス ポ \| ツ                            | ス ポ \| ツ                            | 252                      | J SPORTS 2                                 | ●            | ●          |          |          | HD   |                                                                          |
| ス ポ \| ツ                            | ス ポ \| ツ                            | 254                      | ゴルフネットワークHD                       | ●            | ●          |          |          | HD   |                                                                          |
| ス ポ \| ツ                            | ス ポ \| ツ                            | 255                      | GAORA HD                                   | ●            | ●          |          |          | HD   |                                                                          |
| ス ポ \| ツ                            | ス ポ \| ツ                            | 256                      | スカイ・A sports+HD                        | ●            | ●          |          |          | HD   |                                                                          |
| ス ポ \| ツ                            | ス ポ \| ツ                            | 257                      | J SPORTS 3                                 | ●            | ●          |          |          | HD   |                                                                          |
| 映 画                                  | 映 画                                  | 301                      | 映画・チャンネルNECO                       |              |            | ○        |          | SD   |                                                                          |
| 映 画                                  | 映 画                                  | 302                      | ムービープラス                             |              |            | ○        |          | SD   |                                                                          |
| 映 画                                  | 映 画                                  | 310                      | 日本映画専門チャンネル                     |              |            | ○        |          | SD   |                                                                          |
| 映 画                                  | 映 画                                  | 330                      | V☆パラダイス                               | ●            |            |          |          | SD   |                                                                          |
| 映 画                                  | 映 画                                  | 352                      | ムービープラスHD                           | ●            | ●          |          |          | HD   |                                                                          |
| 映 画                                  | 映 画                                  | 354                      | ザ・シネマHD                               | ●            |            |          |          | HD   |                                                                          |
| 映 画                                  | 映 画                                  | 355                      | 日本映画専門チャンネルHD                   | ●            | ●          |          |          | HD   |                                                                          |
| 映 画                                  | 映 画                                  | 356                      | 映画・チャンネルNECO-HD                    | ●            | ●          |          |          | HD   |                                                                          |
| ド ラ マ                               | ド ラ マ                               | 303                      | ファミリー劇場                             |              |            | ○        |          | SD   |                                                                          |
| ド ラ マ                               | ド ラ マ                               | 304                      | スーパー!ドラマTV                          |              |            | ○        |          | SD   |                                                                          |
| ド ラ マ                               | ド ラ マ                               | 305                      | FOX                                        |              |            | ○        |          | SD   |                                                                          |
| ド ラ マ                               | ド ラ マ                               | 306                      | 時代劇専門チャンネル                       |              |            | ○        |          | SD   |                                                                          |
| ド ラ マ                               | ド ラ マ                               | 308                      | AXNミステリー                              | ●            | ●          | ○        |          | SD   |                                                                          |
| ド ラ マ                               | ド ラ マ                               | 309                      | 女性チャンネル♪LaLa TV                     |              |            | ○        |          | SD   |                                                                          |
| ド ラ マ                               | ド ラ マ                               | 311                      | AXN                                        |              |            | ○        |          | SD   |                                                                          |
| ド ラ マ                               | ド ラ マ                               | 312                      | ホームドラマチャンネル                     | ▲            | ▲          | △        | △        | SD   |                                                                          |
| ド ラ マ                               | ド ラ マ                               | 353                      | 女性チャンネル♪LaLa TV(HD)                 | ●            | ●          |          |          | HD   |                                                                          |
| ド ラ マ                               | ド ラ マ                               | 357                      | ファミリー劇場HD                           | ●            | ●          |          |          | HD   |                                                                          |
| ド ラ マ                               | ド ラ マ                               | 358                      | スーパー!ドラマTV HD                       | ●            | ●          |          |          | HD   |                                                                          |
| ド ラ マ                               | ド ラ マ                               | 359                      | 時代劇専門チャンネルHD                     | ●            | ●          |          |          | HD   |                                                                          |
| ド ラ マ                               | ド ラ マ                               | 360                      | AXN HD                                     | ●            | ●          |          |          | HD   |                                                                          |
| ド ラ マ                               | ド ラ マ                               | 361                      | AXNミステリーHD                            | ●            | ●          |          |          | HD   |                                                                          |
| ド ラ マ                               | ド ラ マ                               | 365                      | FOX HD                                     | ●            | ●          |          |          | HD   |                                                                          |
| ア ニ メ ・ キ ッ ズ                   | ア ニ メ ・ キ ッ ズ                   | 401                      | キッズステーション                         |              |            | ○        |          | SD   |                                                                          |
| ア ニ メ ・ キ ッ ズ                   | ア ニ メ ・ キ ッ ズ                   | 402                      | カートゥーン ネットワーク                  |              |            | ○        |          | SD   |                                                                          |
| ア ニ メ ・ キ ッ ズ                   | ア ニ メ ・ キ ッ ズ                   | 403                      | アニマックス                               |              |            | ○        |          | SD   |                                                                          |
| ア ニ メ ・ キ ッ ズ                   | ア ニ メ ・ キ ッ ズ                   | 404                      | ディズニー・チャンネル                     | ●            | ●          |          |          | SD   |                                                                          |
| ア ニ メ ・ キ ッ ズ                   | ア ニ メ ・ キ ッ ズ                   | 405                      | ディズニーXD                               | ●            | ●          |          |          | SD   |                                                                          |
| ア ニ メ ・ キ ッ ズ                   | ア ニ メ ・ キ ッ ズ                   | 451                      | キッズステーションHD                       | ●            | ●          |          |          | HD   |                                                                          |
| ア ニ メ ・ キ ッ ズ                   | ア ニ メ ・ キ ッ ズ                   | 452                      | カートゥーン ネットワーク HD               | ●            | ●          |          |          | HD   |                                                                          |
| ア ニ メ ・ キ ッ ズ                   | ア ニ メ ・ キ ッ ズ                   | 453                      | アニマックス HD                            | ●            | ●          |          |          | HD   |                                                                          |
| 音 楽                                  | 音 楽                                  | 501                      | スペースシャワーTV                         | ●            | ●          | ○        |          | SD   |                                                                          |
| 音 楽                                  | 音 楽                                  | 502                      | MTV                                        |              |            | ○        |          | SD   |                                                                          |
| 音 楽                                  | 音 楽                                  | 503                      | MUSIC ON! TV                               |              |            | ○        |          | SD   |                                                                          |
| 音 楽                                  | 音 楽                                  | 510                      | 歌謡ポップスチャンネル                     | ●            |            |          |          | SD   |                                                                          |
| 音 楽                                  | 音 楽                                  | 551                      | スペースシャワーTV HD                      | ●            | ●          |          |          | HD   |                                                                          |
| 音 楽                                  | 音 楽                                  | 552                      | MTV HD                                     | ●            | ●          |          |          | HD   |                                                                          |
| 音 楽                                  | 音 楽                                  | 553                      | MUSIC ON! TV HD                            | ●            | ●          |          |          | HD   |                                                                          |
| ド キ ュ メ ン タ リ \|                | ド キ ュ メ ン タ リ \|                | 601                      | ヒストリーチャンネル™                      |              |            |          |          | SD   |                                                                          |
| ド キ ュ メ ン タ リ \|                | ド キ ュ メ ン タ リ \|                | 603                      | ディスカバリーチャンネル                   | ●            | ●          | ○        |          | SD   |                                                                          |
| ド キ ュ メ ン タ リ \|                | ド キ ュ メ ン タ リ \|                | 608                      | アニマルプラネット                         | ●            | ●          | ○        |          | SD   |                                                                          |
| ド キ ュ メ ン タ リ \|                | ド キ ュ メ ン タ リ \|                | 610                      | ナショナル ジオグラフィック チャンネル     |              |            |          |          | SD   |                                                                          |
| ド キ ュ メ ン タ リ \|                | ド キ ュ メ ン タ リ \|                | 651                      | ヒストリーチャンネル™HD                    | ●            |            |          |          | HD   |                                                                          |
| ド キ ュ メ ン タ リ \|                | ド キ ュ メ ン タ リ \|                | 653                      | ディスカバリーチャンネル                   | ●            | ●          |          |          | HD   |                                                                          |
| ド キ ュ メ ン タ リ \|                | ド キ ュ メ ン タ リ \|                | 658                      | アニマルプラネット                         | ●            | ●          |          |          | HD   |                                                                          |
| ド キ ュ メ ン タ リ \|                | ド キ ュ メ ン タ リ \|                | 660                      | ナショナルジオグラフィックチャンネル HD    | ●            | ●          |          |          | HD   |                                                                          |
| 趣 味 ・ エ ン タ \| テ イ ン メ ン ト | 趣 味 ・ エ ン タ \| テ イ ン メ ン ト | 313                      | KBS WORLD                                  |              |            |          |          | SD   |                                                                          |
| 趣 味 ・ エ ン タ \| テ イ ン メ ン ト | 趣 味 ・ エ ン タ \| テ イ ン メ ン ト | 363                      | KBS WORLD HD                               | ●            |            |          |          | HD   |                                                                          |
| 趣 味 ・ エ ン タ \| テ イ ン メ ン ト | 趣 味 ・ エ ン タ \| テ イ ン メ ン ト | 364                      | アジアドラマティックTV★HD                  | ●            | ●          |          |          | HD   |                                                                          |
| 趣 味 ・ エ ン タ \| テ イ ン メ ン ト | 趣 味 ・ エ ン タ \| テ イ ン メ ン ト | 602                      | 囲碁・将棋チャンネル                       | ●            |            |          |          | SD   |                                                                          |
| 趣 味 ・ エ ン タ \| テ イ ン メ ン ト | 趣 味 ・ エ ン タ \| テ イ ン メ ン ト | 604                      | 大人の趣味と生活向上◆アクトオンTV          | ●            |            |          |          | SD   |                                                                          |
| 趣 味 ・ エ ン タ \| テ イ ン メ ン ト | 趣 味 ・ エ ン タ \| テ イ ン メ ン ト | 607                      | 旅チャンネル                               |              |            | ○        |          | SD   |                                                                          |
| 趣 味 ・ エ ン タ \| テ イ ン メ ン ト | 趣 味 ・ エ ン タ \| テ イ ン メ ン ト | 609                      | MONDO TV                                   |              |            |          |          | SD   |                                                                          |
| 趣 味 ・ エ ン タ \| テ イ ン メ ン ト | 趣 味 ・ エ ン タ \| テ イ ン メ ン ト | 611                      | チャンネル銀河                             |              |            |          |          | SD   |                                                                          |
| 趣 味 ・ エ ン タ \| テ イ ン メ ン ト | 趣 味 ・ エ ン タ \| テ イ ン メ ン ト | 613                      | 釣りビジョン                               | ●            |            |          |          | SD   |                                                                          |
| 趣 味 ・ エ ン タ \| テ イ ン メ ン ト | 趣 味 ・ エ ン タ \| テ イ ン メ ン ト | 652                      | チャンネル銀河HV                           | ●            | ●          |          |          | HD   |                                                                          |
| 趣 味 ・ エ ン タ \| テ イ ン メ ン ト | 趣 味 ・ エ ン タ \| テ イ ン メ ン ト | 657                      | 旅チャンネルHD                             | ●            | ●          |          |          | HD   |                                                                          |
| 趣 味 ・ エ ン タ \| テ イ ン メ ン ト | 趣 味 ・ エ ン タ \| テ イ ン メ ン ト | 659                      | MONDO TV HD                                | ●            |            |          |          | HD   |                                                                          |
| 趣 味 ・ エ ン タ \| テ イ ン メ ン ト | 趣 味 ・ エ ン タ \| テ イ ン メ ン ト | 701                      | フジテレビONE スポーツ・バラエティ         |              |            |          |          | SD   |                                                                          |
| 趣 味 ・ エ ン タ \| テ イ ン メ ン ト | 趣 味 ・ エ ン タ \| テ イ ン メ ン ト | 702                      | フジテレビTWO ドラマ・アニメ               |              |            |          |          | SD   |                                                                          |
| 趣 味 ・ エ ン タ \| テ イ ン メ ン ト | 趣 味 ・ エ ン タ \| テ イ ン メ ン ト | 703                      | TBSチャンネル1                             |              |            | ○        |          | SD   |                                                                          |
| 趣 味 ・ エ ン タ \| テ イ ン メ ン ト | 趣 味 ・ エ ン タ \| テ イ ン メ ン ト | 704                      | 日テレプラス ドラマ・アニメ・スポーツ      |              |            |          |          | SD   |                                                                          |
| 趣 味 ・ エ ン タ \| テ イ ン メ ン ト | 趣 味 ・ エ ン タ \| テ イ ン メ ン ト | 751                      | フジテレビONE スポーツ・バラエティ         | ●            | ●          |          |          | HD   |                                                                          |
| 趣 味 ・ エ ン タ \| テ イ ン メ ン ト | 趣 味 ・ エ ン タ \| テ イ ン メ ン ト | 752                      | フジテレビTWO ドラマ・アニメ               | ●            | ●          |          |          | HD   |                                                                          |
| 趣 味 ・ エ ン タ \| テ イ ン メ ン ト | 趣 味 ・ エ ン タ \| テ イ ン メ ン ト | 753                      | TBSチャンネル1                             | ●            | ●          |          |          | HD   |                                                                          |
| シ ョ ッ ピ ン グ                      | シ ョ ッ ピ ン グ                      | 200                      | ショップチャンネル                         | ●            | ●          | ○        |          | HD   |                                                                          |
| シ ョ ッ ピ ン グ                      | シ ョ ッ ピ ン グ                      | 300                      | QVC                                        | ●            | ●          | ○        |          | HD   |                                                                          |
| シ ョ ッ ピ ン グ                      | シ ョ ッ ピ ン グ                      | 500                      | ジュエリーショッピング★GemsTV              | ●            | ●          | ○        |          | HD   |                                                                          |
| シ ョ ッ ピ ン グ                      | シ ョ ッ ピ ン グ                      | 250                      | ショップチャンネル                         |              |            |          |          | SD   |                                                                          |
| シ ョ ッ ピ ン グ                      | シ ョ ッ ピ ン グ                      | 350                      | QVC                                        |              |            |          |          | SD   |                                                                          |
| シ ョ ッ ピ ン グ                      | シ ョ ッ ピ ン グ                      | 450                      | ジャパネットチャンネルDX ハイビジョン      | ●            | ●          | ○        |          | HD   |                                                                          |
| シ ョ ッ ピ ン グ                      | シ ョ ッ ピ ン グ                      | 550                      | ジュエリーショッピング★GemsTV              |              |            |          |          | SD   |                                                                          |
| オ プ シ ョ ン 用 チ ャ ン ネ ル       | ス ポ \| ツ                            | 922                      | FIGHTING TV サムライ                       | ▲            | ▲          | △        | △        | SD   |                                                                          |
| オ プ シ ョ ン 用 チ ャ ン ネ ル       | ス ポ \| ツ                            | 923                      | J SPORTS 4                                 |              |            |          |          | SD   |                                                                          |
| オ プ シ ョ ン 用 チ ャ ン ネ ル       | ス ポ \| ツ                            | 924                      | J SPORTS 4                                 | ▲            | ▲          | △        | △        | HD   |                                                                          |
| オ プ シ ョ ン 用 チ ャ ン ネ ル       | 映 画                                  | 931                      | 衛星劇場HD                                 | ▲            | ▲          | △        | △        | HD   |                                                                          |
| オ プ シ ョ ン 用 チ ャ ン ネ ル       | 映 画                                  | 932                      | 東映チャンネル HD                          | ▲            | ▲          | △        | △        | HD   |                                                                          |
| オ プ シ ョ ン 用 チ ャ ン ネ ル       | 映 画                                  | 961                      | 衛星劇場                                   |              |            |          |          | SD   |                                                                          |
| オ プ シ ョ ン 用 チ ャ ン ネ ル       | 映 画                                  | 962                      | 東映チャンネル                             |              |            |          |          | SD   |                                                                          |
| オ プ シ ョ ン 用 チ ャ ン ネ ル       | ア ニ メ ・ キ ッ ズ                   | 941                      | AT-X                                       | ▲            | ▲          | △        | △        | SD   |                                                                          |
| オ プ シ ョ ン 用 チ ャ ン ネ ル       | 音 楽                                  | 951                      | クラシカ・ジャパン                         | ▲            | ▲          | △        | △        | SD   |                                                                          |
| オ プ シ ョ ン 用 チ ャ ン ネ ル       | 趣 味 ・ エ ン タ \| テ イ ン メ ン ト | 963                      | フジテレビNEXT ライブ・プレミアム          | ▲            | ▲          | △        | △        | HD   |                                                                          |
| オ プ シ ョ ン 用 チ ャ ン ネ ル       | 趣 味 ・ エ ン タ \| テ イ ン メ ン ト | 964                      | タカラヅカ・スカイ・ステージ               | ▲            | ▲          | △        | △        | SD   |                                                                          |
| オ プ シ ョ ン 用 チ ャ ン ネ ル       | 趣 味 ・ エ ン タ \| テ イ ン メ ン ト | 965                      | Mnet HD                                    | ▲            | ▲          | △        | △        | HD   |                                                                          |
| オ プ シ ョ ン 用 チ ャ ン ネ ル       | 趣 味 ・ エ ン タ \| テ イ ン メ ン ト | 966                      | KNTV HD                                    | ▲            | ▲          | △        | △        | HD   |                                                                          |
| オ プ シ ョ ン 用 チ ャ ン ネ ル       | 趣 味 ・ エ ン タ \| テ イ ン メ ン ト | 975                      | Mnet                                       |              |            |          |          | SD   |                                                                          |
| オ プ シ ョ ン 用 チ ャ ン ネ ル       | 趣 味 ・ エ ン タ \| テ イ ン メ ン ト | 976                      | KNTV                                       |              |            |          |          | SD   |                                                                          |
| オ プ シ ョ ン 用 チ ャ ン ネ ル       | 趣 味 ・ エ ン タ \| テ イ ン メ ン ト | 977                      | パチンコ★パチスロTV! HD                    | ▲            | ▲          | △        | △        | HD   |                                                                          |
| オ プ シ ョ ン 用 チ ャ ン ネ ル       | 公 営 競 技                            | 969                      | グリーンチャンネル                         |              |            |          |          | SD   |                                                                          |
| オ プ シ ョ ン 用 チ ャ ン ネ ル       | 公 営 競 技                            | 970                      | グリーンチャンネル2                        | SD           |            |          |          |      |                                                                          |
| オ プ シ ョ ン 用 チ ャ ン ネ ル       | 公 営 競 技                            | 971                      | グリーンチャンネル HD                      | ▲            | ▲          | △        | △        | HD   |                                                                          |
| オ プ シ ョ ン 用 チ ャ ン ネ ル       | 公 営 競 技                            | 972                      | グリーンチャンネル2 HD                     | ▲            | ▲          | △        | △        | HD   |                                                                          |
| オ プ シ ョ ン 用 チ ャ ン ネ ル       | 公 営 競 技                            | 973                      | レジャーチャンネル                         | ▲            | ▲          | △        | △        | SD   |                                                                          |
| オ プ シ ョ ン 用 チ ャ ン ネ ル       | 公 営 競 技                            | 974                      | SPEEDチャンネル                            | ▲            | ▲          | △        | △        | SD   |                                                                          |
| オ プ シ ョ ン 用 チ ャ ン ネ ル       | 成 人 向 け                            | 991                      | プレイボーイ チャンネル                    | ▲            | ▲          | △        | △        | SD   |                                                                          |
| オ プ シ ョ ン 用 チ ャ ン ネ ル       | 成 人 向 け                            | 992                      | チャンネル・ルビー                         | ▲            | ▲          | △        | △        | SD   |                                                                          |
| オ プ シ ョ ン 用 チ ャ ン ネ ル       | 成 人 向 け                            | 993                      | レインボーチャンネル                       | ▲            | ▲          | △        | △        | SD   |                                                                          |
| オ プ シ ョ ン 用 チ ャ ン ネ ル       | 成 人 向 け                            | 994                      | ミッドナイト・ブルー                       | ▲            | ▲          | △        | △        | SD   |                                                                          |
| オ プ シ ョ ン 用 チ ャ ン ネ ル       | 成 人 向 け                            | 995                      | パラダイステレビ                           | ▲            | ▲          | △        | △        | SD   |                                                                          |
| オ プ シ ョ ン 用 チ ャ ン ネ ル       | 成 人 向 け                            | 996                      | チェリーボム                               | ▲            | ▲          | △        | △        | SD   |                                                                          |

備考
- JCNでは「ホームドラマチャンネル」をオプションとしているが、同チャンネル運営元放送編成方針ではベーシック向けチャンネルとしているため、オプション用の900番台チャンネルではなく、ベーシックチャンネルと同じドラマジャンルの300番台に割り当てられている。
- JCNでは「フジテレビNEXT」オプションチャンネルとしていた。

成人向け番組
- 未成年者（20歳未満）は加入申し込みができないほか、成人に対して加入の際、未成年者が視聴できないようにする対応を必ず実施するよう求めている。

セット販売
- WOWOW（BS191 - BS193）は3チャンネル
- スター・チャンネル プレミア3（BS200、BS201、BS202）は3チャンネル
- グリーンチャンネル（971、972）は2チャンネル
- ゴールデンアダルトセット（993 - 995）は3チャンネルセット
- プラチナアダルトセット（991、992、996）は3チャンネルセット

#### 配信終了チャンネル
| デジタル チャンネル 番号 | チャンネル名                    | 画 質 | 備 考                       |
| ------------------------ | ------------------------------- | ----- | --------------------------- |
| 104                      | ブルームバーグテレビジョン      | SD    | 日本語放送                  |
| 203                      | J sports 3                      | SD    | 「J sports Plus」改変に伴う |
| 660                      | 関西テレビ☆京都チャンネル       | SD    | 配給側終了に伴う            |
| 661                      | ディノスチャンネル              | SD    | 配給側終了に伴う            |
| 662                      | ショップチャンネル              | SD    | チャンネル番号変更に伴う    |
| 663                      | QVC                             | SD    | チャンネル番号変更に伴う    |
| 921                      | フジテレビONE                   | SD    | チャンネル番号変更に伴う    |
| 961                      | フジテレビTWO                   | SD    | チャンネル番号変更に伴う    |
| 962                      | TBSチャンネル                   | SD    | チャンネル番号変更に伴う    |
| 800                      | NHKワールドTV                   | SD    | 臨的緊急特別配信のため      |
| 933                      | スター・チャンネル              | SD    | BSデジタル放送に移行に伴う  |
| 934                      | スター・チャンネル プラス       | SD    | BSデジタル放送に移行に伴う  |
| 935                      | スター・チャンネル クラシック   | SD    | BSデジタル放送に移行に伴う  |
| ?                        | スター・チャンネル ハイビジョン | HD    | BSデジタル放送に移行に伴う  |
| 612                      | 日テレプラス                    | SD    | チャンネル番号変更に伴う    |
| 208                      | ザ・ゴルフ・チャンネル          | SD    | 配給側終了に伴う            |
| 258                      | ザ・ゴルフ・チャンネルHD        | HD    | 配給側終了に伴う            |
| ?                        | 第一興商スターカラオケ          | SD    | 配給側終了に伴う            |

### JCNインターネット
- 2014年（平成26年）3月31日時点。
- 「JCNくまもと」は異なる（対象外）。
- 「JCN北」は異なる（対象外）。

| コース名          | 月額基本料金 | 最大速度 | 最大速度 | 備考                    |
| コース名          | 月額基本料金 | 下り     | 上り     | 備考                    |
| ----------------- | ------------ | -------- | -------- | ----------------------- |
| スピードスター160 | 5,800円      | 160Mbps  | 10Mbps   | モデム利用料1台分含む。 |
| プレミアム        | 4,800円      | 30Mbps   | 2Mbps    | モデム利用料1台分含む。 |
| スタンダード      | 3,800円      | 15Mbps   | 1Mbps    | モデム利用料1台分含む。 |
| ライト            | 2,850円      | 2Mbps    | 256kbps  | モデム利用料1台分含む。 |

- 4コース制。その他オプションあり。

#### JCNet.ISP
- 2013年（平成25年）9月1日現在。
- 下記表は、基本的な内容のみを記す。下記以外にも利用可能なサービス（オプション）が存在する。

| 種別                 | サービス名             | 内容                      | 備考                            |
| -------------------- | ---------------------- | ------------------------- | ------------------------------- |
| メールサービス       | メールアカウント       | 5アカウントまで           | 利用料無料                      |
| メールサービス       | メールアカウント追加   | 100アカウントまで         | 200円/1アカウント               |
| メールサービス       | メールボックス容量     | 100MB                     | 1アカウント/増減不可            |
| メールサービス       | メール保存期間         | 90日間                    | 変更不可                        |
| メールサービス       | メール最大送受信容量   | 添付ファイル含み20MBまで  | 1通あたり                       |
| メールサービス       | Webメール              |                           | 手数料・利用料不要              |
| メールサービス       | メール転送             | 5か所まで（追加不可）     | 手数料・利用料不要              |
| メールサービス       | 迷惑メールブロック     |                           | 手数料・利用料不要              |
| メールサービス       | メールウイルスチェック |                           | 手数料・利用料不要              |
| ホームページサービス | ホームページ容量       | 100MBまで                 | 1メールアカウントごと           |
| ホームページサービス | ホームページ容量追加   | 10MBごと（最大100MBまで） | 200円/10MB（1メールアカウント） |

- 金額はすべて月額。

採用グループ局
- 「JCN北」および「JCNくまもと」を除く全局。

#### Cable@nifty
- 2012年（平成24年）11月1日現在。
- 2012年（平成24年）3月11日をもって新規提供終了。
- 下記表は、基本的な内容のみを記す。下記以外にも利用可能なサービス（オプション）が存在する。

| 種別                 | サービス名             | 内容                                | 備考                   |
| -------------------- | ---------------------- | ----------------------------------- | ---------------------- |
| メールサービス       | メールアカウント       | 1アカウント                         | 利用料無料             |
| メールサービス       | セカンドメール         | 10アカウントまで/メールボックスあり | 200円/1アカウント      |
| メールサービス       | メアドプラス           | 10アカウントまで/メールボックスなし | 100円/1アカウント      |
| メールサービス       | メールボックス容量     | 5GB                                 | 1アカウント/増減不可   |
| メールサービス       | メール保存期間         | 無期限                              | 変更不可               |
| メールサービス       | メール最大送受信容量   | 添付ファイル含み20MBまで            | 1通あたり              |
| メールサービス       | Webメール              |                                     | 手数料・月額利用料不要 |
| メールサービス       | メール転送             | 5か所まで（追加不可）               | 手数料・利用料不要     |
| メールサービス       | 受信拒否               |                                     | 手数料・利用料不要     |
| メールサービス       | メールウイルスチェック | ウイルスバスター                    | 手数料・利用料不要     |
| ホームページサービス | ホームページ容量       | 1GB                                 | LaCoocanライト         |
| ホームページサービス | ブログ容量             | 2GB                                 | ココログベーシック     |

- 金額はすべて月額。

採用グループ局
- 「JCN大田」、「JCN小田原」、「JCNコアラ葛飾（葛飾エリア）」、「JCN中野」、「JCNテレメディア」および「JCN船橋習志野（船橋エリア）」。

#### 他社サービス
- 2014年（平成26年）3月31日時点。
- ケーブルテレビ局によりサービス内容が異なる。

他社サービス利用グループ局
- 「JCN北」および「JCNくまもと」。

### JCN電話
- KDDIのケーブルプラス電話。月額基本料金は1,330円。その他オプションあり。

### JCN緊急地震速報
- JCNテレビ、JCNインターネット、JCN電話のいずれかへの加入が必須（導入済み集合住宅で例外あり）。端末利用料金は月額350円。加入登録料金（一時金）は1,000円。
- 信号方式は緊急告知FMラジオ方式。使用する端末は「こくっち」。
- 「JCN北」および「JCNみなと新宿」ではサービス内容が異なる（対象外）。
- 「JCN足立」、「JCN関東」、「JCN北」、「JCN熊谷」および「JCNみなと新宿」は対象外。